# マイク・ディ・メッリオ
マイク・ディ・メッリオ（Mike Di Meglio, 1988年1月17日 - ）は、フランス・トゥールーズ出身のオートバイレーサー。2008年のロードレース世界選手権125ccクラスチャンピオン。イタリアに家系起源を持ち、彼の父方の祖父はシラクーザ県レンティーニの出身である。

## 経歴

### キャリア初期
2002年、フランスの国内選手権125ccクラスに参戦する。また、スペイン国内選手権にも1レースだけ出場、そこで3位に入る活躍を見せ、世界選手権デビューへの足がかりを築いた。

### 2003年
2003年、15歳になったディ・メッリオはイタリアの Freesoul Racing Team からアプリリアを駆ってロードレース世界選手権125ccクラスにデビューを果たす。しかしクラッシュを繰り返し、第6戦カタルニアGPで13位に入ったのが最高位となり満足な結果は残せなかった。シーズン途中にはベテランのアンドレア・バレリーニの後釜として MetaSystem Rg Service チームに移籍し、新たにホンダのマシンを駆ることになったが、ノーポイントに終わる。

### 2004年
散々だったデビューシーズンの巻き返しを誓い、2004年はジノ・ボルソイのチームメイトとして Globet.com Racing チームでアプリリアを駆ることになった。開幕戦南アフリカGPではフロントローからスタートし5位に入る上々の滑り出しを見せたが、その後はクラッシュを繰り返し不調に陥る。

### 2005年
2005年シーズンに向けては移籍を行わなかったが、Globet.com Racing チームは前年度チャンピオンのアンドレア・ドヴィツィオーゾを輩出したチーム・スコットと共同でチームを運営することとなり、ディ・メッリオは Kopron Racing World という新チーム名で、ファブリツィオ・ライのチームメイトとしてホンダ・RS125Rを駆ることになった。ディ・メッリオのパフォーマンスは大きく向上し、コンスタントにポイントを獲得、第4戦フランスGPでは表彰台を巡ってバトルを展開し、4位となる。ウェットレースとなった第9戦イギリスGPでは自身初の表彰台(2位)を獲得し、「レイン・マスター」としての名声を高めることになった。そして第16戦トルコGPではトーマス・ルティからトップを奪って自身初優勝を果たす。

### 2006年
2006年は、アラン・ブロネクが運営するフランスモーターサイクル連盟 (Fédération Française de Motocyclisme) のチーム、FFM Honda GP 125 に移籍する。去年と同様にホンダ・RS125Rに乗ることになったが、チームのパフォーマンスに大きな問題があり、年間わずか8ポイントの獲得に終わる散々なシーズンになった。

### 2007年
2007年、ディ・メッリオはチーム・スコット (Kopron Team Scot) に復帰し、ステファノ・ムスコのチームメイトとなった。初戦カタールGPは辛くもポイントを獲得したが、第2戦スペインGPの予選中に激しく転倒し鎖骨を骨折。次戦トルコGPを欠場することになった。第4戦中国GPから復帰後もほとんど下位集団での争いを繰り返すことになり、シリーズランキングは17位に終わった。ただしこのシーズンも「レイン・マスター」の才能を発揮し、ウェットレースになった第8戦イギリスGPと第15戦日本GPではそれぞれ6位、4位に入り、これがこの年のベスト2リザルトとなった。予選でのベストリザルトも、雨のセッションとなった第6戦イタリアGPでの2番グリッドだった。

### 2008年
2008年シーズンはフィンランドのアジョ・モータースポーツチームからのオファーを受け、ドミニク・エガーターをチームメイトにデルビのワークス仕様マシンのRSA125(同じピアジオ傘下のアプリリアと実質は同じマシン)を駆ることになった。ディ・メッリオにとってはフランス、イタリア以外のチームへの所属はこの年が初めてとなった。
シーズン序盤は好調な滑り出しを見せ、地元の第5戦フランスGPで移籍後初優勝を遂げてチャンピオンシップ争いのトップに立った。次戦イタリアGPでは4位に終わったが、125ccクラスのコースレコード:1分58秒570を記録する。また第8戦イギリスGPでは21番グリッドから2位に入る活躍を見せる。第10戦ドイツGPではブラッドリー・スミスとのバトルを制してシーズン3勝目を挙げ、チャンピオンシップのリードを広げた。第14戦日本GPでは自身初のポールポジションを獲得した。そして迎えた第15戦オーストラリアGPでシーズン4勝目を挙げ、アルノー・ヴァンサンに次ぐフランス人2人目の125ccクラスワールドチャンピオンに輝いた。

### 2009年
2009年はアルバロ・バウティスタ、ガボール・タルマクシのチームメイトとしてアスパー・チームから250ccクラスにステップアップを果たした。デビュー戦の開幕戦カタールGPではいきなり3位表彰台を獲得する活躍を見せた。第12戦インディアナポリスGPではクラス初のポールポジションを獲得。第14戦ポルトガルGPでは2位表彰台というリザルトを得たが、これはエクトル・バルベラとのバトルの結果2位同着と判定され、選手権のルール上「同着の場合はレース中の自己ベストタイムがより速い者が上位リザルトを得る」と規定されているため、ディ・メッリオが2位、バルベラが3位と記録されたものである。結局この年ディ・メッリオは107ポイントを獲得し、シリーズランキング8位を記録した。

### 2010年
2010年、ディ・メッリオはアスパー・チームに残留し、250ccクラスの後継となるMoto2クラスに参戦した。チームメイトは125ccクラスからフリアン・シモンが昇格し、2008年・2009年の125ccクラスワールドチャンピオンがペアを組むことになった。シモンが表彰台の常連となり、シリーズランキング2位に入る活躍を見せた一方、新しいマシンへの順応が遅れたディ・メッリオの最高位は第16戦オーストラリアGPでの6位に留まり、シリーズ20位に終わった。

### 2011年
2011年シーズン、ディ・メッリオはフランスのテック3チームに移籍し、ブラッドリー・スミスをチームメイトにMoto2クラスに継続参戦する。

## ロードレース世界選手権 戦績
- 凡例
- ボールド体のレースはポールポジション、イタリック体のレースはファステストラップを記録。

| シーズン | クラス | バイク     | 1      | 2       | 3        | 4        | 5       | 6       | 7       | 8       | 9       | 10     | 11      | 12      | 13      | 14      | 15      | 16      | 17     | 順位 | ポイント |
| -------- | ------ | ---------- | ------ | ------- | -------- | -------- | ------- | ------- | ------- | ------- | ------- | ------ | ------- | ------- | ------- | ------- | ------- | ------- | ------ | ---- | -------- |
| 2003年   | 125cc  | アプリリア | JPN 22 | RSA 22  | SPA 28   | FRA 17   | ITA Ret | CAT 13  | NED 19  | GBR 15  | GER Ret | CZE 15 | POR     |         |         |         |         |         |        | 28位 | 5        |
| 2003年   | 125cc  | ホンダ     |        |         |          |          |         |         |         |         |         |        |         | BRA Ret | PAC Ret | MAL 22  | AUS Ret | VAL Ret |        | 28位 | 5        |
| 2004年   | 125cc  | アプリリア | RSA 5  | SPA Ret | FRA Ret  | ITA Ret  | CAT 8   | NED 12  | BRA 12  | GER Ret | GBR 15  | CZE 24 | POR 11  | JPN Ret | QAT     | MAL 17  | AUS 8   | VAL     |        | 18位 | 41       |
| 2005年   | 125cc  | ホンダ     | SPA 11 | POR 11  | CHN 20   | FRA 4    | ITA Ret | CAT 16  | NED 14  | GBR 2   | GER Ret | CZE 7  | JPN 11  | MAL 11  | QAT 4   | AUS 14  | TUR 1   | VAL Ret |        | 11位 | 104      |
| 2006年   | 125cc  | ホンダ     | SPA 21 | QAT Ret | TUR Ret  | CHN 15   | FRA 27  | ITA Ret | CAT 18  | NED 13  | GBR 16  | GER    | CZE 13  | MAL Ret | AUS 15  | JPN Ret | POR Ret | VAL     |        | 25位 | 8        |
| 2007年   | 125cc  | ホンダ     | QAT 14 | SPA     | TUR      | CHN 14   | FRA 9   | ITA Ret | CAT 19  | GBR 6   | NED Ret | GER 15 | CZE 20  | SMR 13  | POR 16  | JPN 4   | AUS 14  | MAL 14  | VAL 23 | 17位 | 42       |
| 2008年   | 125cc  | デルビ     | QAT 4  | SPA 9   | POR 7    | CHN 2    | FRA 1   | ITA 4   | CAT 1   | GBR 2   | NED 7   | GER 1  | CZE 2   | SMR Ret | IND 10  | JPN 2   | AUS 1   | MAL 5   | VAL 3  | 1位  | 264      |
| 2009年   | 250cc  | アプリリア | QAT 3  | JPN Ret | SPA 11   | FRA Ret  | ITA 12  | CAT 14  | NED 11  | GER Ret | GBR 5   | CZE 9  | IND 4   | SMR 5   | POR 2   | AUS 5   | MAL Ret | VAL 14  |        | 8位  | 107      |
| 2010年   | Moto2  | RSV        | QAT 16 | SPA 22  |          |          |         |         |         |         |         |        |         |         |         |         |         |         |        | 20位 | 34       |
| 2010年   | Moto2  | スッター   |        |         | FRA 20   | ITA Ret  | GBR 7   | NED 8   | CAT Ret | GER Ret | CZE 20  | IND 12 | SMR Ret | ARA 13  | JPN 18  | MAL 26  | AUS 6   | POR DNQ | VAL 26 | 20位 | 34       |
| 2019年   | MotoE  | エネルギカ | GER 3  | AUT 1   | RSM1 Ret | RSM2 10  | VAL1 10 | VAL2 6  |         |         |         |        |         |         |         |         |         |         |        | 5位  | 63       |
| 2020年   | MotoE  | エネルギカ | SPA 10 | ANC 7   | RSM 6    | EMI1 Ret | EMI2 6  | FRA1 2  | FRA2 2  |         |         |        |         |         |         |         |         |         |        | 4位  | 75       |